# Remich
Remich é uma comuna de Luxemburgo com status de cidade, pertencente ao distrito de Grevenmacher e ao cantão de Remich.

## Demografia
Dados do censo de 15 de fevereiro de 2001:
- população total: 2.883
  - homens: 1.378
  - mulheres: 1.505
- densidade: 544,99 hab./km²
- distribuição por nacionalidade:

| Nacionalidade  | População | %      |
| -------------- | --------- | ------ |
| luxemburgueses | 1.841     | 63,86% |
| estrangeiros   | 1.042     | 36,14% |
| - portugueses  | 478       | 16,58% |
| - franceses    | 148       | 5,13%  |
| - italianos    | 32        | 1,11%  |
| - belgas       | 53        | 1,84%  |
| - alemães      | 103       | 3,57%  |
| - iuguslavos   | 76        | 2,64%  |
| - outros       | 152       | 5,27%  |

- Crescimento populacional:

| Ano        | População |
| ---------- | --------- |
| 15/02/2001 | 2.883     |
| 01/01/2002 | 2.885     |
| 01/01/2003 | 2.909     |
| 01/01/2004 | 2.964     |
| 01/01/2005 | 2.986     |